# Nicholas Serota
Nicholas Andrew Serota, född 27 april 1946 i Hampstead i London i Storbritannien, är en brittisk museiman.
Nicholas Serota växte upp i Hampstead i norra London som ett av två barn till Stanley Serota och Beatrice Katz Serota. Hans far var byggnadsingenjör och hans mor statstjänsteman  och senare pär och hälsovårdsminister i Harold Wilsons regering, samt ombudsman för kommunal verksamhet. Han studerade på Haberdashers' Aske's School och därefter läste han nationalekonomi på Christ's College på University of Cambridge, innan han ändrade studieinriktning till konsthistoria. Han tog magisterexamen på Courtauld Institute of Art vid University of London. 
År 1970 började han arbeta på Arts Council of Great Britains avdelning för bildkonst. Han blev chef för Museum of Modern Art i Oxford (numera Modern Art Oxford). Nicholas Serota var chef för Tate Gallery i London i Storbritannien mellan 1988 och 2017. Han blev därefter, från februari 2017, ordförande för Arts Council England.